# 正官
四柱推命（東洋運勢学の一つで生年月日時により当人の将来的な運勢の強弱を予測する技術）で用いられる概念。生年月日時の干支と現在のそれとの関係を表す代名詞（通変）の一つ。特に印綬と関係が深い。

## 正官の条件
生まれた日の干支が甲子・甲戌・甲申・甲午・甲辰・甲寅の人の場合、辛未・辛巳・辛卯・辛丑・辛亥・辛酉の年月日時が正官の時期に該当する。すなわち甲（木）からみて辛（金）は陰陽の配偶を得て生日の天干を制剋するので自らを律する相手、すなわち正官（管制）となる。
なお天干のみならず地支にも天干が内蔵されており、癸酉・乙酉・丁酉・己酉・辛酉の年月日時も地支である酉に辛（金）が蔵干としてあるので正官に当たる。
天干相互の性質として陽干（甲・丙・戊・庚・壬）が陰干（乙・丁・己・辛・癸）を陰陽五行により制剋する場合、陰干からみて陽干は必ず正官に当たる。すなわち乙（木）からみて庚（金）は正官になる。同様に丁（火）－壬（水）、己（土）－甲（木）、辛（金）－丙（火）、癸（水）－戊（土）は生日の天干と正官の天干になる。
陽の天干と正官のそれ（丙－癸、戊－乙、庚－丁、壬－己）との間には特別の作用はないが、陰の天干と正官の場合、干合する作用が発生する。

## 正官の機能
正官はその字義の通り自分自身を律する管制を主な機能としている。社会生活上では法律的権利、規律、穏健な手続き遵守（デュープロセス）を象徴する。男命では子女相続人を、女命では配偶者を表す。偏官と対照的に陰陽の配偶を得るので一定の節度があり、偏官の冒険主義、激発急躁とは異なる。ただ穏健細心手続き尊重が時に小手技を弄すると批判されることもある。

## 正官と他との関係
正官は決められた行動仕事に適しているので、自ら才能を発信し世に問うというより一定の組織に属する人生が常である。しかし財星（正財・偏財）の気を盗洩するので豊かな生活というより、小規模ながら安定したものという形になりやすい。
正官があまりに多いと（三つ以上）不必要な規律に拘束されて労多くして功がない。また女性の場合配偶者が多すぎることが家庭的に不幸な結果につながるともいえる。正官には印綬が枢要の助力を示し、官職には勲等を、女性からみた配偶者には精神的愛情を添える。
古来「官があっても印がないものは真とはいえない。印があって官があれば厚福が約束される」とされるとおりである。
正官は別名「禄」といい、組織と俸禄を指してもいる。印綬は正官を破剋する傷官を逆に抑えつける。このため印綬を護禄星と呼んでいる。
同一人で正官と偏官が合計5つ以上ある女性の場合「五殺」と称し「朝夕に客を送迎する」すなわち接客婦に従事するといわれている。また男性の場合でも子女が多すぎて生活が汲々となる。正官は生年月日時に一つあるので十分といえる。
正官は財星に生を受ける。財星を催官星というのはここに理由がある。金銭が法律権利の発達を促すのは当然といえる。また傷官はその字義の通り正官を傷つけ損なう。ただ正官が多すぎると傷官の作用を喜ぶともいえるので生年月日時（命式）のあり方に注意が必要である。